# Emma Stonegård Abrahamsson
Emma Stonegård Abrahamsson, född 9 september 1996 i Hudiksvall, är en svensk thaiboxare. I början på sommaren 2022 tog hon VM-guld i Abu Dhabi och kan nu kalla sig för världsmästare i thaiboxning. Hon blev svensk mästare i -67 kg klassen 2019 och tog VM-silver i Bangkok och EM-brons i Minsk samma år. I början på mars 2020 försvarade hon sitt svenska mästerskap och tog även då hem guldet. 2021 vann hon för tredje året i rad SM-guld i Göteborg. Våren 2022 mötte hon och slog den finska världsmästaren på proffsgalan Muay Thai For Life 2.0.    https://www.svt.se/sport/kampsport/emma-stonegard-abrahamsson https://www.budokampsport.se/2020/03/02/resultaten-fran-sm-i-thaiboxning/